# 機場北站 (廣州)
机场北站是广州地铁3号线的北面终点站，位于中国广东省广州市花都区白云国际机场交通中心的地底。车站于2018年4月26日随白云机场2号航站楼启用而启用，同時取代机场南站成为广州地铁3号线（主线）北面終點站。
因本站接駁白雲機場2號航站樓，故在線路圖等乘客界面上均以括號加註「2號航站樓」提醒乘客。

## 车站结构

### 车站楼层
本站共有三层，其上盖为广州白云国际机场交通中心以及二号航站楼。地下二層为地铁站廳；地下三层为3号线月台。
| 地面     |                            | 广州白云国际机场交通中心、地铁安检设施   |          |          |
| 地下一层 |                            | 广州白云国际机场交通中心                 |          |          |
| 地下二层 | 站厅                       | 售票機、客服中心、商店、警务室、安检设施 |          |          |
| 地下三层 | 侧式站台                   | 侧式站台                                 | 侧式站台 | 侧式站台 |
|          | 2 站台                     | █3号线 终点站台                          |          |          |
|          | 1 站台                     | █3号线 海傍方向（下站：机场南）          |          |          |
|          | 侧式站台（卫生间、母婴室） |                                          |          |          |

### 站厅
机场北站站厅設有售票機、自动售卡/充值机、客務中心，以及自动照相机、自动售卖机等自助服务设施。
机场北站站厅的付费区位于南侧，与机场南站一样，现时站厅付费区被栏杆划分为進站（連接1號月台）和抵達（連接2號月台）两个区域。付费区的两个区域均设有三组扶手电梯、一组楼梯以及两台专用电梯分别连接各自的月台。
与机场南站一样，本站在站廳層东侧，以及A出入口处连接站厅之间的扶手电梯旁設有以「盛迎」為主題的文化藝術牆。

#### 免費轉乘服务
白雲機場2號航站樓投入使用後，廣州地鐵在本站和機場南兩站設置了轉乘通道，供乘客免費乘坐3號線來往機場1號及2號兩個航站樓。本站轉乘通道入口設置在付費區的進站區域，可前往1號月台乘車前往機場南站；出口則設置在出站區域，供機場南站出發的乘客抵達本站2號月台下車後，前往站廳出站。
轉乘通道口設置在站廳閘機處，采用广州地铁近期新开通车站所采用的带人脸识别功能的闸机，乘客需在相关闸机上刷码/扫码，進站後30分鐘内至機場南站（1號航站樓）出站則不會被收取費用。此方式类似于琶洲站的虚拟换乘。初期采用的是閘門常開的二維碼閘機，虽然地铁方面声明經免費轉乘通道進站後前往线网其它車站出闸，會被視為無票乘車而需繳納出閘車站的線網最高票價，但因此出现了通过其它车站入闸，再通过本站及机场南站的轉乘通道口出站的逃票行为。为填补这一漏洞，地铁运营方于2025年更换为目前的闸机。

### 站台
和机场南站一样，本站站台为侧式站台，位于机场交通中心地底。本站站台北端设有交叉渡线，供所有3号线列车进行站后折返的工作。在早晚高峰时段過後及晚上收車前夕，部分列車在2號月台清客後會退出服務，然後折返至1號月台開出，沿途不停站返回嘉禾車輛段。屆時1號月台會發出廣播，提醒乘客不能上車。
有别于3号线各站，车站站台的書法字站名使用了華文行楷字體。
另外，本站的卫生间及母婴室均设于1号月台层北侧。

2号月台全景图（摄于2018年4月）

### 出入口
机场北站目前设有3个出入口，其中A出入口通往机场交通中心客运站及停车场，B出入口则通往2号航站楼的出发大厅，站廳層东侧文化墙旁则设有扶手电梯及楼梯通往城际铁路白云机场北站。
另外，本站A出入口设有两台专用电梯。
|                                   |                                      |      |                      |                  |
| 編號                              | 设施                                 | 照片 | 出口指示             | 建議前往的目的地 |
| A                                 | 盲道标志 · 升降机标志 · 扶手电梯标志 |      | 客运站               | P6、P7、P8停车场 |
| B                                 | 扶手电梯标志                         |      | 2号航站楼            |                  |
| 出口                              | 扶手电梯标志                         |      | 白云机场北站（城际） |                  |
| 註： 設有 \| 設有 \| 設有扶手電梯 |                                      |      |                      |                  |

## 接駁交通
机场北站附近即为广州白云国际机场地面综合交通中心，乘客可在此处转乘机场快线巴士等其它交通工具前往各地。
此外，机场北站附近即为城际铁路白云机场北站，可供乘客接驳广州东环城际铁路。
| 编号 | 编号  | 线路               | 线路 | 线路                 | 收费            | 备注                      |
| ---- | ----- | ------------------ | ---- | -------------------- | --------------- | ------------------------- |
|      | 空港1 | T1航站楼（28号门） | ↺    | T1航站楼（32号门）   | 日间3元 夜间4元 | 空港经济区循环线 全天营运 |
|      | 空港2 | T1航站楼（28号门） | ⇆    | 人和墟（万家福广场） | 日间2元 夜间3元 | 全天营运                  |

| 编号 | 编号                 | 线路               | 线路 | 线路               | 收费 | 备注 |
| ---- | -------------------- | ------------------ | ---- | ------------------ | ---- | ---- |
|      | 机场穿梭巴两楼摆渡线 | T2航站楼（42号门） | ⇆    | T1航站楼（10号门） | 免费 |      |
|      | 机场穿梭巴1线        | T1航站楼（A9号门） | ↺    | T1航站楼（A9号门） | 免费 |      |

## 利用狀況
機場北站作為白雲機場二號航站樓的重要交通配套，且地鐵車站與二號航站樓獲安排同步啟用，令地鐵成為市區來往二號航站樓的一個較為直接的交通途經；同時廣州地鐵提供3號線來往本站至機場南站的免費接駁轉乘服務，現時有不少乘客均會通過本站來往二號航站樓。

## 歷史
在1997年的《廣州市城市快速軌道交通線網規劃研究（最終報告）》中，已確定在新白雲國際機場設站，並作為2號線的終點站。後來於2000年的近期線網規劃調整方案中，2號線被縮短至嘉禾站，另外規劃一條新的機場快線前往新機場。同時因應新機場分為兩個航站樓，分別設立機場南站與機場北站與其對應。在2003年規劃中，機場快線最終成為3號線的一部分。
有富力金港城的业主向市国土资源和规划委员会提议，将三号线继续北延至花都区内的富力金港城；但是由于本站没有预留向北延伸的条件，上述提议未被采纳，因此本站成为了3号线的北端永久终点站。
机场北站连同白云机场2号航站楼以及白云机场交通中心一起，在2012年8月进行奠基仪式，2013年5月正式动工建设。直到2017年10月底完工并进行三权移交，并正式進入調試階段。
2018年4月26日，本站与白云机场2号航站同步启用。
受疫情防控措施影响，本站自2022年5月7日9时起暂停开放通往机场的出入口，仅保留与城际铁路白云机场北站的换乘功能。随着相关措施调整，A口于5月8日恢复开放，而B口于6月24日恢复开放。

## 命名爭議
白雲國際機場分別設有一號及二號航站樓，分別配套的地鐵車站卻被命名為機場南和機場北站，未能直接指示地鐵站所對應的航站樓。機場南站開通後長達接近8年的時間內，因白雲機場只使用一號航站樓，此問題並未引起市民關注。而到了2018年，二號航站樓啟用前夕，開始有市民和媒體關注地鐵站名與航站樓名稱不對應的問題，質疑地鐵站名會否令需要前往機場的乘客搞不清楚應在哪個站下車，而前往錯誤的航站樓。而綜觀國內外有兩個或以上航站樓的機場，各自的配套地鐵車站也大多直接以航站樓名稱命名，如北京首都機場、上海虹橋機場、重慶江北机场及倫敦希斯路機場等等。
廣州地鐵方面則回應指出，機場南北兩站的站名是「民政局地名办早已确定」的，但運營方面將著手增加提示，提醒乘客兩個車站分別對應哪個航站樓。但仍有市民指出，“與其‘打補丁’讓乘客處理更多信息，為何不直接改名？”
现时除了在线路图等乘客界面上对机场南北两站加注航站楼的名称外，3号线北行列车也会在龙归站及之后各站的报站广播中提醒乘客，前往两个航站楼需要在哪个车站下车。

## 未来发展
22号线北延段（芳白城际）将同样以本站为终点站，与3号线和城际铁路换乘。22号线车站将设于交通中心西侧外围，与上述两线车站距离均在两百米以上。考虑到22号线与3号线可在人和站进行站内换乘，本站换乘客流较小，且交通中心未预留22号线接入，建设换乘通道期间需要停运，因此将不设置换乘通道，三线之间均需出站换乘。